# Vladimir Găitan
Vladimir Găitan (n. 2 februarie 1947, Suceava, România – d. 10 noiembrie 2020, București, România) a fost un actor român.
Actorul Vladimir Găitan a fost decorat la 13 decembrie 2002 cu Ordinul național Serviciul Credincios în grad de Cavaler, alături de alți actori, „pentru devotamentul și harul artistic puse în slujba teatrului romanesc, cu prilejul împlinirii unui veac și jumătate de existență a Teatrului Național din București”.

## Biografie
A fost absolvent al Institutului de Artă Teatrală și Cinematografică „I.L.Caragiale” (promoția 1970). În timpul studenției, este ales de Lucian Pintilie pentru rolul din Reconstituirea. A fost director al Teatrului Nottara și al Teatrului de Comedie.

## Filmografie
- Reconstituirea (1968) - Ripu
- Căldura (1969) - Sergiu
- Așteptarea (1970)
- Urmărirea (TV) (1971)
- Mușatinii (1971)
- Puterea și adevărul (1972)
- Pădurea, de Ostrovski, regia Sanda Manu (1972)
- Săgeata căpitanului Ion (1972) - căpitanul Ion
- Ceața, regia Vladimir Popescu-Doreanu (1973)
- Un tânăr mai puțin furios, de I.D. Șerban, regia Ariana Kuner Stoica (1974)
- Întoarcerea lui Magellan (1974) - Bucur
- Pe aici nu se trece (1975) - elev ofițer Petru
- Zile fierbinți (1975) - ing. Andrei Jercan
- Neisprăvitul, de Denis Ivanovici Fonvizin, regia Cornel Popa (1975)
- Războiul Independenței (Serial TV) (1977) - Subloc. Arthur Hartell
- Accident (1977) - lt. Ștefan Vlahu
- Pentru patrie (1978) - sublt. Artur Hartell
- Din nou împreună (1978)
- Vlad Țepeș (1979)
- Irina lui Ion Vlahul, de Vasile Voiculescu (1979)
- Musafirul de duminică, de Petre Ispas, regia Nae Cosmescu (1979)
- Audiența (1979)
- In asteptarea lui Lefty (1979)
- Nea Mărin miliardar (1979) - comandantul aeronavei
- Mihail, cîine de circ (1979) - polițist
- Cronica de vitejie, de Dan Tarchila, regia Constantin Dinischiotu, 1979
- Stâlpii societății, de Ibsen, regia Cornel Popa (1980)
- Ultima noapte de dragoste (1980) - Tudor Gheorghiu
- La răscrucea marilor furtuni (1980) - Alecu Russo
- Munții în flăcări (1980) - Alecu Russo
- Șantaj (1981)
- Duelul (1981)
- Anul 1848 (1982)
- Surorile Boga, de Horia Lovinescu, regia Constantin Dicu, 1982
- Întîlnirea (1982) - Petre
- Cucerirea Angliei (1982)
- Năpasta (1982) - Dumitru
- Zbor periculos (1984)
- Der mann mit dem ring im Ohr (1984) - Omul cu cercel de aur
- Unirea e puterea, de Ion Luca, regia Eugen Todoran (1984)
- Omul care, de I.D. Serban, regia Olimpia Arghir (1984)
- Misiune specială, de Ion Grecea, regia Constantin Dicu (1985)
- Racolarea (1985)
- Mihai Viteazu, de Octav Dessila, regia Nae Cosmescu (1986)
- Oameni în luptă, de Al. Voitin, regia Domnița Munteanu (1986)
- Noi, cei din linia întâi (1986) - lt. sovietic Bodnarenko
- Întunecare (1986)
- De joi pana duminica (1986)
- Secretul lui Nemesis (1987)
- Flori pentru o zi din august, de Petru Vintilă, regia Constantin Dicu (1988)
- François Villon – Poetul vagabond (1987)
- Mircea (1989)
- Coroana de foc (1990)
- Turnul de fildeș, de Victor Roznov, regia Ion Cojar (1991)
- Pluta meduzei, de Marin Sorescu, regia Nae Cosmescu (1992)
- Mesagerul, după Mircea Eliade, Constantin Dicu (1994)
- Începutul adevărului (Oglinda) (1994)
- Omul zilei (1997)
- Triunghiul morții (1999)
- Roberta (Serial TV) (2000)
- Căsătorie imposibilă (Serial TV)]] (2000)
- Detectiv fără voie, de G. Arion, regia Silviu Jicman (2002)
- Femeia visurilor (2005) - Oculistul
- „15” (2005)
- Margo (2006) - Tatăl
- Daria, iubirea mea (Serial TV) (2006)
- Soare pentru doi (2007) - El
- Cu un pas înainte (2007) - Vasile Leonte #2 (1 episode, 2007)
- Inimă de țigan (Serial TV) (2007-2008) - Profesorul Toma
- Supraviețuitorul (2008) - Goldberg
- Regina (Serial TV) (2008-2009)
- State de Romania (Serial TV) (2009-2010) - Profesorul Toma
- Poker (2010)
- Moștenirea (Serial TV) (2010-2011) - Profesorul Toma
- Ultimul corupt din România (2012) - Horia Vrăbete
- Rusty Steel aka Comoara din Marea Neagră (2014) - Fisherman
- Live (2015) - părintele Sotin
- Pup-o, mă! (2018) - Primarul

### Interviuri
- Vladimir Găitan își pune sufletul pe tavă într-o căință fără precedent - „Nu știam că tata era în pușcărie“, 1 octombrie 2011, Monica Andronescu, Adevărul
- Vladimir Găitan — „Cartea și teatrul rămân salvările noastre”, 21 mai 2012, Ștefania Argeanu, Asociația Studenților Jurnaliști din Iași
- O întrebare, un răspuns: Vladimir Gaitan, de Alice Manoiu, Formula AS - anul 2005, numărul 654
- Profesioniștii — Vladimir Găitan în dialog cu Eugenia Vodă - interviu luat în anii timpurii 2010, dar publicat pe 14 noiembrie 2020 — statistici, marți, 24 noiembrie 2020, interviul avea 43.486 de vizionări